# けいはん医療生活協同組合
けいはん医療生活協同組合（けいはんいりょうせいかつきょうどうくみあい）は、大阪府門真市上島町に本部を置く医療生活協同組合である。

## 概要
大阪府寝屋川市や門真市や守口市に事業所を置き医療・介護活動を行っている。
全日本民主医療機関連合会（民医連）加盟の大阪民主医療機関連合会に加盟している。

## 組合員数・出資金
組合員数：12,632名(2020年5月1日現在)
出資金：4億5,130万5,000円(2020年5月1日現在)

## 医科診療所

### みい診療所[3]
- 所在地 - 寝屋川市三井南町20-17
- 標榜診療科 - 内科 消化器内科 リハビリテーション科 整形外科 皮膚科
- 訪問診療を行っている。
- 無料定額診療事業実施医療機関。

### みどり診療所[4]
- 所在地 - 門真市城垣町2-33
- 標榜診療科 - 内科 整形外科 皮膚科 リハビリテーション科
- 訪問診療を行っている。
- 無料定額診療事業実施医療機関。

### さつき診療所[5]
- 所在地 - 守口市菊水通3-2-5
- 標榜診療科 - 内科 循環器内科
- 訪問診療を行っている。

## 介護事業所

### デイサービス
- みいの郷デイサービス
- デイサービスにじ（共用型認知症対応）
- みどりデイサービス
- さつきデイサービス
- きんだデイサービス
- デイサービスなないろ（共用型認知症対応）

### デイケア
- みいデイケア

### 訪問看護・訪問リハビリ
- 訪問看護ステーションすこやか
- 訪問看護ステーションすこやか サテライトゆーなす
- 訪問看護ステーションすこやか サテライトさつき

### 訪問介護（ヘルパーステーション）
- みいヘルパーステーション
- みどりヘルパーステーション
- さつきヘルパーステーション
- きんだヘルパーステーション

### ケアプランセンター
- みいケアプランセンター
- みどりケアプランセンター
- さつきケアプランセンター
- きんだケアプランセンター

### グループホーム
- グループホームみどり デイサービスにじ
- グループホームきんだ デイサービスなないろ

### 小規模多機能ホーム
- 小規模多機能ホームだんらん
- 小規模多機能ホームはすね
- 小規模多機能ホームさつき

### サービス付高齢者向け住宅 みいの郷
- 所在地 - 寝屋川市三井南町19-20

### 介護付有料老人ホーム さつき
- 所在地 - 守口市菊水通4-11-5

### 定期巡回・随時対応型訪問介護看護
- いつでもみどり（一体型）
- いつでもさつき（一体型）